# Джордж Байрон
Вижте пояснителната страница за други личности с името Байрон.
Джордж Гордън Байрон, VI барон Байрон, по-късно Джордж Гордън Ноуъл, VI барон Байрон (на английски: George Gordon Byron, George Gordon Noel, 22 януари 1788 – 19 април 1824), по-известен като Лорд Байрон, е британски поет, водещо перо на английския романтизъм. Най-знаменитите му поеми са „Странстванията на Чайлд Харолд“ (1812 – 1818) и „Дон Жуан“ (1819 – 1824).
Байрон е известен не само с творчеството си, но и с бурния си живот, изпълнен с екстравагантности, многобройни любовни връзки, дългове, раздели и обвинения в кръвосмешение и хомосексуализъм. Умира от треска, докато подготвя нападение срещу османската крепост Лепанто по време на Гръцката война за независимост, за което е почитан от гърците като национален герой.

## Биография

### Произход и образование
Байрон е син на капитан Джон, известен като „Лудия Джо“ Байрон и втората му съпруга Катрин Гордън, наследница на Гайт в Абърдийншър, Шотландия. Дядото и бабата на Байрон по бащина линия са вицеадмирал Джон Байрон и София Треваниън. Вицеадмиралът е по-малкият брат на V барон Байрон, познат като Порочния лорд.
Кръстен е Джордж Гордън Байрон в енорийската църква „Св. Мерилебоун“ на дядо му по майчина линия Джордж Гордън от Гайт, потомък на шотландския крал Джеймс I. Дядото се самоубива през 1779 година. Джон Байрон най-вероятно се жени за Катрин по сметка. Той разпилява богатството и разпродава имотите ѝ и прекарва съвсем малко време с нея и сина им, след което ги изоставя, за да избяга от кредиторите си и година по-късно умира. Налага се майката на Лорд Байрон да продаде земята и титлата си, за да плати завещаните дългове на съпруга си. Тя често изпада в меланхолия и депресия.
Скоро след това Катрин се премества в Абърдийн, Шотландия и там отглежда сина си. На 21 май 1798 г. умира порочният лорд Байрон – прачичото на 10-годишния Джордж. Момчето става VI барон Байрон, като заедно с титлата наследява и имението „Нюстедското абатство“ в Нотингъмшър, Англия. Майка му с гордост го завежда обратно в Англия, но Байрон рядко живее в имението, защото през юношеските му години то е отдавано под наем на мнозина, сред които и лорд Грей де Рудин.
През август 1799 г. Байрон постъпва в училището на Уилям Глени в Дълич. Байрон по-късно казва, че по това време и дори когато живее в Шотландия, неговата гувернантка – Мей Грей, идвала в леглото му през нощта и „си правела шеги с неговата персона.“ Според Байрон това „е причината за ранната меланхолия на моите мисли, след като изпреварих живота.“ Грей е уволнена заради слуховете за сексуални контакти с Байрон, когато той е на 11 години.
Байрон получава началното си образование в Абърдийн. През 1801 г. постъпва в Хароу, където остава до юли 1805 г. Байрон представя Хароу по време на първата крикет среща между Итън и Хароу на „Лордс Крикет Граунд“ през 1805 г. След завършване на средното си образование той се записва в Тринити Колидж, Кеймбридж.

### Ранно творчество
През времето, когато не е на училище или в колежа, Байрон живее с майка си в имението Бургейдж в Саутуел, Нотингамшър, но отношенията им не са добри. Докато е там, се сприятелява с Елизабет Пигът и брат ѝ Джон, с когото изнася две пиеси за развлечение на местното общество.
С помощта на Елизабет, която преписва множество от грубите му чернови, по това време Байрон започва да пише първите си книги с поезия. „Скитнически творби“ е публикувана от Ридж от Нюърк и съдържа поеми, написани от Байрон, когато е на 17-годишна възраст. Изданието обаче набързо е върнато и изгорено по съвета на преподобния Томас Бийчър (приятел на Байрон) заради любовните стихове и то най-вече „На Мери“. След това се появява „Творби по разнообразни поводи“ – „чудно целомъдрена“ преработка според Байрон.
„Часове на леност“, която събира много от предишните му поеми заедно с написаните творби, е книгата, която достига най-високата точка. Стихосбирката получава ужасна негативна и анонимна критика (днес е известно, че авторът е Хенри Питър Брум) в списание Единбърг Ревю, което подтиква Байрон да започне да пише първата си сатирична творба „Английски бардове и шотландски рецензенти“ (1809). Тя до такава степен разгневява някои от споменатите критици, че те предизвикват Байрон на дуел. В последвалите издания след известно време да бъдеш мишена за перото на Байрон става знак за престиж.

След като се завръща от своите пътешествия, публикува първите две песни от „Странстванията на Чайлд Харолд“ през 1812 г. Те са посрещнати с голямо одобрение. Както самият Байрон казва: 
| „ | Събудих се една сутрин и бях известен. | “ |

 Последвалите две последни песни на творбата имат подобен успех, както и четирите ориенталски приказки: „Гяур“, „Абидоската невеста“, „Корсар“ и „Лара“, които са основата за създаването на специфичен вид литературен герой, наречен впоследствие Байронов герой. Почти по същото време Байрон започва своето приятелство с бъдещия си биограф Томас Мур.

### Първи пътувания на Изток
Байрон задлъжнява със значителни суми като млад, което, според думите на майка му, се дължи на неговото „безразсъдно пренебрежение на парите.“ Катрин по това време живее в Нюстедското абатство, страхувайки се от кредиторите на сина си.
Байрон планира да прекара началото на 1808 г. в пътешествия със своя братовчед Джордж Бетсуърт, който е капитан на фрегатата с 32 оръдия HMS Тартар. Смъртта на Бетсуърт при Битката при Алвьоен през май 1808 г. разбива плановете на поета.

От 1809 до 1811 г. Байрон се включва в Голямото пътешествие, което по онова време е съвсем обичайно за по-заможни младежи. Наполеоновите войни са причината поетът да се отклони от обичайния маршрут през Франция и Италия и да се обърне към Източното Средиземноморие. Кореспонденцията сред кръг от неговите кеймбриджки приятели дава повод да се твърди, че ключов мотив за пътуването е надеждата за хомосексуално преживяване. Има и теории, че отпътува, защото се притеснява да не би да започне нова афера с вече омъжената Мери Чатсуърт – неговата предишна любима (на която посвещава „На една дама: при запитване за причината да напускам Англия през пролетта“). Желанието просто да избяга също би могло да се счита за причина. Байрон е чел много за османските и персийски земи като дете, привлечен е от исляма (и най-вече от суфизма) и впоследствие пише: 
| „ | Всички мои поетични чувства започват и завършват с тези земи и събитията, свързани с тях. | “ |

 Поетът пътува от Англия през Испания до Албания и прекарва време в двора на Али паша в Янина, а после и в Атина. През по-голямата част от пътуването негов спътник е приятелят му Джон Хобхаус.
Байрон започва своето пътуване в Португалия, откъдето изпраща писмо на своя приятел господин Ходсън, в което описва своето познание на португалския език, състоящо се почти изцяло от псувни и обиди. Байрон се радва на престоя си в Синтра, който е описан в „Странстванията на Чайлд Харолд“ като „славен Едем“.
Докато е в Атина, Байрон се запознава с Николо Гирауд, с когото се сприятелява и който го учи на италиански език. Предполага се също, че двамата имат интимна връзка, вероятно включваща сексуална афера. Байрон изпраща Гирауд да се учи в един манастир в Малта и му завещава значителна сума от седем хиляди паунд стърлинга. Завещанието обаче впоследствие е отменено. През 1810 г. в Атина Байрон пише „Атинска дево, преди да се разделим“ за 12-годишната Тереза Макри (1798 – 1875) и предлага £500 за нея. Предложението обаче не е прието.
Байрон се запътва към Смирна, откъдето той и Хобхаус потеглят на пътешествие до Константинопол на фрегатата HMS Салсет. Докато Салсет стои на котва пред града, чакайки позволение от османците да навлезе в пристанището, на 3 май 1810 г. Байрон и лейтенант Икънхед (от екипажа на Салсет) преплуват Хелеспонт. Байрон ознаменува своя подвиг във втората песен на „Дон Жуан“.

### Афери и скандали
- Лейди Карълайн Лам
- Джейн Елизабет Скот, Лейди Оксфорд
- Аугуста Лей
- Ан Исабела Байрон през 1812 от Джордж Хейтър

През 1812 г. Байрон се впуска в публично известната си афера, която шокира британското общество, с омъжената Лейди Карълайн Лам. Байрон впоследствие прекратява тази си връзка и продължава нататък с други афери (като тази с Лейди Оксфорд), но Карълайн никога не се възстановява напълно и го преследва и след като той се отказва от нея. Тя е емоционално неуравновесена и губи толкова тегло, че Байрон съвсем жестоко подхвърля коментар на свекървата ѝ (приятелката му Лейди Мелборн), че е „преследван от скелет“. Карълайн започва да го търси в дома му, понякога предрешена като вестникарче, като по това време подобно действие би разрушило уважението, с което и двамата се ползват в обществото. По време на едно такова посещение тя изписва „Помни ме!“ в една от книгите на бюрото му. В отговор Байрон пише поема, озаглавена „Да те помня! Да те помня!“, която завършва със следното: „Ти – невярна на него, ти – демон за мене.“
Като дете Байрон почти не вижда своята полусестра Аугуста Лей. Като възрастен той има близки отношения с нея, които са възприемани от едни като кръвосмесителни, а от други като невинни. Аугуста, която по това време е омъжена, ражда третата си дъщеря Елизабет Медора Лей на 15 април 1814 г.

В крайна сметка Байрон започва да ухажва братовчедката на Карълайн – Ан Изабела Милбанк (Анабела), която отхвърля първото му предложение за женитба, но впоследствие се съгласява. Ан е високо морална жена, интелигентна и надарена с математически ум. Тя също е и богата наследница. Двамата сключват брак на 2 януари 1815 г. в градската зала в Сиъм, графство Дърам. Бракът им се оказва не особено щастлив. Той се отнася зле с нея и не скрива разочарованието си, когато на 10 декември същата година Ан ражда дъщеря (Аугуста Ада), а не син. На 16 януари следващата година Лейди Байрон го напуска, взимайки със себе си едномесечната си дъщеря. На 21 април Байрон подписва договор за развод. Бързо се разпространяват слухове за съпружеско насилие, прелюбодеяние с актриси, кръвосмешение с Аугуста Лей и содомия. Те често са подпомогнати от ревнивата Лейди Карълайн. В писмо Аугуста цитира мнението на Байрон по въпроса: 
| „ | Дори самото изговаряне на подобно нещо е за един мъж пълно унищожение и съсипване, от което той никога не би могъл да се възстанови. | “ |

### По-късни години
- Пърси Биш Шели (1819)
- Мери Шели (1840)
- Клеър Клермон

След този разрив в семейния му живот, Байрон отново напуска Англия и, както се оказва, завинаги. Минава през Белгия и плава надолу по Рейн. През лятото на 1816 г. се настанява във вила Диодати на Женевското езеро, Швейцария със своя личен доктор – младия, умен и красив Джон Уилям Полидори. Там Байрон се сприятелява с поета Пърси Биш Шели и Мери Годуин – бъдещата съпруга на Шели. Към тях се присъединява и доведената сестра на Мери – Клеър Клеърмон, с която Байрон е имал връзка по-рано в Лондон. Поетът първоначално отказва да има нещо общо с Клеър и се съгласява да остане в нейно присъствие само заедно с бъдещото семейство Шели. Те в крайна сметка убеждават Байрон да приеме и да се грижи за Алегра – детето, което Клеър ражда през януари 1817 г.
Задържани вътре във вила Диодати от „безконечния дъжд“ и „онова мокро, нерадо лято“ за цели три дни през юни, петорката се обръща към фантастичните истории за развлечение, включително и „Приказки за мъртвите“ (оригинално заглавие „Das Gespensterbuch“ – „Книгата на духовете“). Сетне те измислят свои собствени истории. Мери Шели създава творбата, което впоследствие преработва и която се превръща във „Франкенщайн“, а Полидори бива вдъхновен от недовършена история на Байрон и написва Вампирът – предшественик на романтичния вампирски жанр. Недовършената история на Байрон е публикувана като послеслов към Мазепа. Той също пише и третата песен на Чайлд Харолд. Байрон остава за през зимата във Венеция, прекъсвайки пътуванията си, когато се влюбва в Мариана Сегати, в чиято къща във Венеция той се настанява на квартира. Скоро обаче я замества 22-годишната Маргарита Когни. И двете са омъжени. Когни е неграмотна. Тя напуска съпруга си и се премества в къщата на Байрон. Крамолите им често карат Байрон да прекарва нощите в своята гондола. Когато я моли да напусне къщата му, тя се хвърля във Венецианския канал.
През 1817 г. Байрон пътува до Рим. Връщайки се във Венеция, пише и четвъртата песен от Чайлд Харолд. Почти по същото време продава Нюстедското абатство и публикува „Манфред“, „Каин“ и „Преобразеният урод“. Първите пет песни на „Дон Жуан“ са написани между 1818 и 1820 г., в който период Байрон се запознава с младата графиня Гичоли, която открива първата си любов в лицето на поета. От своя страна Байрон ѝ предлага да избяга с него. По това време той е посетен от Томас Мур, на когото дава своята автобиография или „житие и приключения“. Ръкописът е изгорен през 1824 г. – месец след смъртта на поета, от Мур, Хобхаус и издателя на Байрон – Джон Мъри.

### Живот в чужбина

#### Причини
В крайна сметка Байрон решава да избяга цензурата на британското общество (поради обвинения в содомия и кръвосмешение), като заминава да живее в чужбина. По този начин се освобождава от нуждата да прикрива сексуалните си интереси. Поетът напуска Англия през 1816 г. и не се връща през последните осем години от живота си, дори не погребва дъщеря си.

#### Арменците във Венеция
През 1816 г. Байрон посещава остров Свети Лазар във Венеция, където се запознава с арменската култура. Бива подпомогнат в това си начинание от абатите на Мхитаристкия орден. С помощта на отец Х. Авгериан той учи арменски език и посещава много семинари за езика и историята на арменците. Байрон пише „Английската граматика и арменския“ (Qerakanutyun angghiakan yev hayeren) през 1817 г. и „Арменската граматика и английския“ (Qerakanutyun hayeren yev angghiakan) през 1819 г., където включва цитати от класическия и съвременен арменски. Байрон участва и в съставянето на англо-арменски речник (Barraran angghieren yev hayeren, 1821 г.) и пише предисловието към речника, в което разяснява отношението на арменците към потисничеството на турските паши и персийските сатрапи, както и тяхната борба за свобода. Прави преводи на арменската история от Мовсес Хоренаци и др. Байрон е до такава степен очарован, че дори размишлява над заменянето на притчата за Кайн от Стария завет с арменската легенда за патриарх Хайк. Може да се твърди, че чрез него се заражда арменистиката и нейната пропаганда. Лирическият изказ и идеалистичен кураж на Байрон са вдъхновение на много арменски поети като Гевонд Алишан, Смбат Шаазиз, Ованес Туманян, Рубен Ворбериян и др.

#### Италия и Гърция
От 1821 до 1822 г. Байрон завършва песните 6 – 12 на „Дон Жуан“ в Пиза. През 1822 г. работи заедно с Лей Хънт и Пърси Б. Шели по издаването на вестник „Либерал“, който обаче има съвсем кратък живот. В първите му издания е публикувано и „Видение на Страшния съд“. Последният италиански град, в който отсяда, е Генуа, където все още е придружаван от графиня Гичоли и където се среща с Чарлз Джон Гардинър, I граф на Блесингтън, и Маргарет, графиня на Блесингтън. По това време дава достатъчно материал на графинята за нейната творба „Разговори с Лорд Байрон“ – важна част от възприемането на Байрон след смъртта му.
Байрон живее в Генуа до 1823 г., когато вече се отегчава от живота си в италианския град и приема предложението за помощ от страна на представители на Гръцкото движение за независимост, борещо се срещу османската власт. На 16 юли същата година Байрон напуска Генуа на кораба Херкулес, пристигайки в Кефалония (част от Йонийските острови) на 4 август. Харчи £4000 от собствените си пари за подобряване и поправка на гръцката флота, след което отплава за Месолонги в Западна Гърция, пристигайки на 29 декември. Присъединява се към Александрос Маврокордатос – гръцки политик с военна власт. По това време Байрон непрекъснато ухажва своя гръцки паж – Лукас Чаландрицанос, ала без отговор. Когато известният датски скулптор Торвалдсен дочува за героизма на Байрон в Гърция, преработва по-ранния си бюст на Байрон, издялквайки го от гръцки мрамор.

#### Смърт
Маврокордатос и Байрон планират атака срещу турската крепост Лепанто, намираща се на издатина в Коринтския залив. Байрон назначава специалист да се погрижи за артилерията и взема част от бунтовниците под своя команда, въпреки че му липсва военен опит. Но преди да отплават, той се разболява на 15 февруари 1824 г. и пускането на кръв – обичайният за онова време лек, го отслабва допълнително. Успява частично да се възстанови, но в ранните дни на април се простудява. Болестта отново е влошена от терапевтичното кръвопускане, за което докторите настояват. Предполага се, че това лечение, проведено чрез нестерилизирани медицински инструменти, е причината Байрон да се разболее и от сепсис. Поетът вдига висока температура и умира на 19 април. Споменава се, че ако Байрон е оживял и е победил османлиите, гърците са щели да го провъзгласят за крал. Това обаче е малко вероятно. Джордж Байрон е погребан в църквата „Св. Мария Магдалена“ в град Хъкнал, графство Нотингамшър.

## Характер и външност
Байрон поддържа репутация на екстравагантен, меланхоличен, смел, необикновен, ексцентричен, претенциозен и полемичен човек. Той е независим и се поддава на екстремни емоции. На поне едно от пътуванията му неговите спътници са така объркани от обратите в неговото поведение, че решават, че е умствено болен. Обича да приключенства, особено по море.

Вярва, че депресията му е наследствена и пише през 1821 г.:
| „ | Не съм сигурен, че дългият живот е желателен за човек с моя нрав & редовна депресия. | “ |

Дори по своето време Байрон е обект на възхищение заради лоялността, която буди у приятелите си. Хобхаус казва, че: 
| „ | Не е живял друг човек с така отдадени приятели. | “ |

### Физическо описание
В зряла възраст Байрон е висок 1,78 м (5 фута и 10 инча), тежи между 60 и 89 кг. Знаменит е със своята физическа красота, която той подчертава, носейки през нощта хартийки за навиване на коса. Атлетичен, умел боксьор, ездач и отличен плувец. В Хароу играе и крикет, ала не много добре.
Още от рождение Байрон страда от неизвестна деформация на десния си крак, която по това време е наричана clubfoot. Днешните медицински експерти твърдят, че се появява като следствие от детски паралич, докато други смятат, че е заради дисплазия – неспособност на костите да растат нормално. Тази деформация води до куцане, което мъчи Байрон през целия му живот и е влошено от безсмисленото лечение, проведено през ранните години от живота на поета. Той остава със съмнението, че ако деформацията е била правилно третирана, нейното премахване е било възможно. Още от ранна възраст Байрон е крайно стеснителен относно този си недъг, наричайки се le diable boiteux (от френски: куция дявол). Въпреки това отказва да носи каквито и да е механични приспособления, които да подобрят придвижването му, макар че често носи специално изработени обувки, които да скрият деформирания крак.
Байрон, както и други писатели като приятеля му Джон Хобхаус, оставят детайлно описание за хранителните навици на поета. Когато е в Кеймбридж, Байрон е на стриктна диета, за да контролира теглото си. Освен това доста спортува и носи множество дрехи, за да се поти. През по-голямата част от живота си е вегетарианец и често живее с дни единствено на сухи бисквити и бяло вино. Понякога яде големи порции месо и десерти, след което ги повръща. Приятелят му Хобхаус твърди, че проблемът с теглото на Байрон е причинен от болката в деформирания му крак, която прави спортуването съвсем трудно.